# トーセンレーヴ
トーセンレーヴは日本の競走馬である。馬名の由来は、冠名+フランス語で夢。おもな勝ち鞍は2012年のエプソムカップ。半姉にGI (JpnI) 6勝のブエナビスタ、全妹にGI1勝のジョワドヴィーヴルがいる。

## 経歴

### 3歳（2011年）

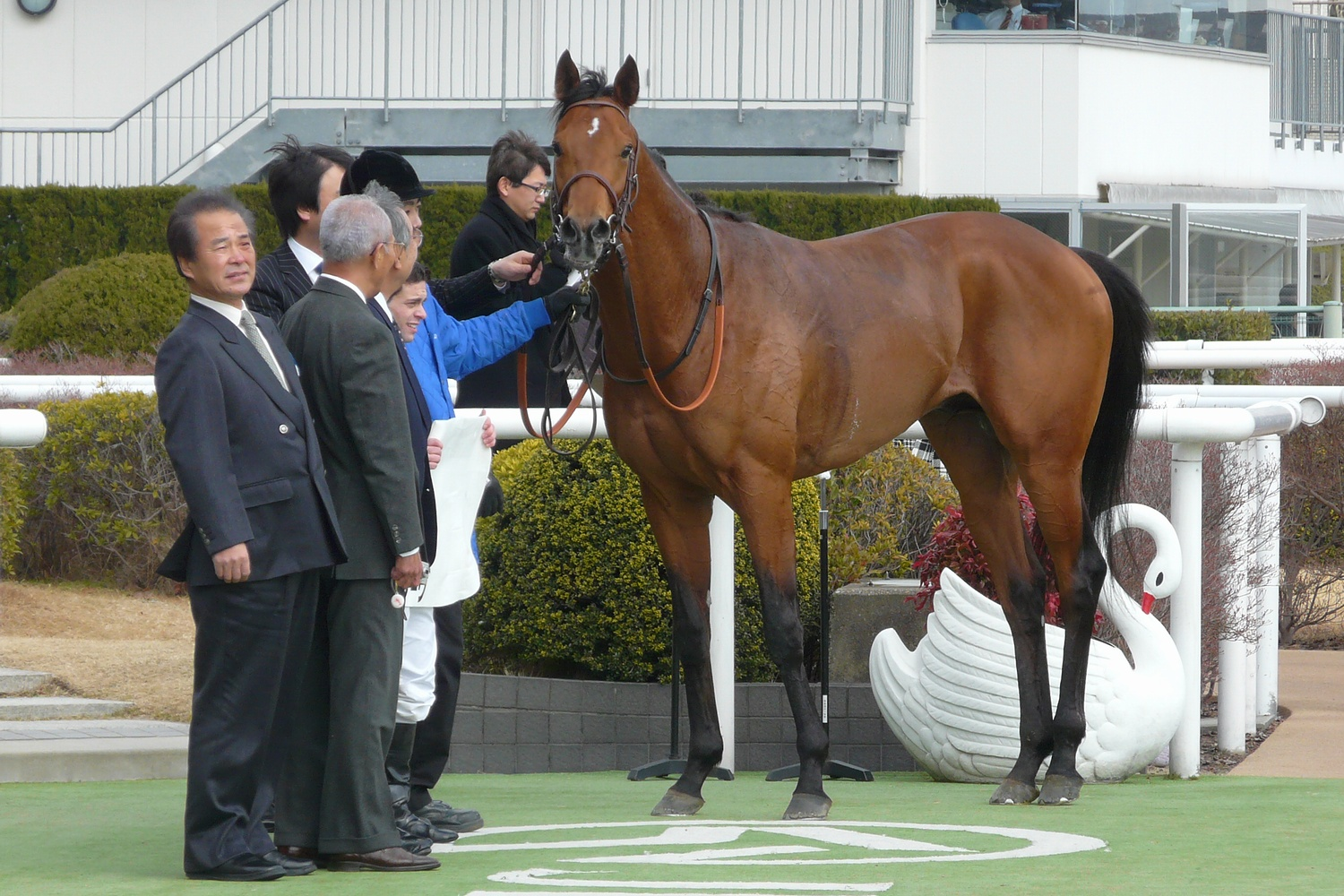
新馬戦

デビューは2月12日の京都芝1800mの3歳新馬戦。直線で抜け出して最後クビ差を制して人気に応えた。続く500万下のアルメリア賞は新馬戦と同じく直線抜け出して2連勝を飾った。しかし初重賞挑戦となった毎日杯はレッドデイヴィスとの競り合いになったものの3着に敗れ、初めて土がついた。この後ダービートライアル青葉賞に出走も3着に敗れて優先出走権をとれず、連闘で臨んだプリンシパルステークスは最後クビ差差しきって3勝目を飾ると共に東京優駿（日本ダービー）への優先出走権を獲得した。しかし本番の日本ダービーでは不良馬場に悩まされて9着に敗れた。このあと休養に入り、10月の東京のアイルランドトロフィーは人気に応えて4勝目を飾った。

### 4歳（2012年）
初戦のアメリカジョッキークラブカップは先行するも不良馬場が応えて5着に敗れた。2月の京都の洛陽ステークスはトウショウフリークを差しきってオープン3勝目となったが、京都のマイラーズカップは直線伸びず8着に敗れた。そして東京のエプソムカップは直線抜け出して重賞初制覇を果たすと共に史上初の5兄弟重賞制覇も達成した。このあと休養に入り秋初戦となった毎日王冠は直線伸びを欠き11着に敗れた。その後、11月のキャピタルステークスでは1番人気に推されるも3着に終わりこの年を終える。

### 5歳（2013年）〜7歳（2015年）
5歳に入ってからは精彩を欠き、2013年から2014年は未勝利に終わる。7歳となった2015年2月の洛陽ステークスでは3着と好走する。休養を挟み、7月の中京記念は12着と大敗する。11月のアンドロメダステークスで3年5か月ぶりの勝利を挙げると、続く12月のディセンバーステークスも連勝した。連闘で挑んだ有馬記念はゴールドアクターの6着に終わった。

### 8歳（2016年）〜9歳（2017年）
8歳以降は惨敗続きとなり、2017年6月のエプソムカップ17着を最後に現役を引退した。引退後は北海道厚真町のエスティファームで当初乗馬となる予定だったが、2018年1月に種牡馬登録された。

### 種牡馬時代
2021年に初年度産駒がデビュー。同年7月11日福島の2歳新馬でトーセンクレセントが産駒の初勝利をあげた。

## 競走成績
| 年月日     | 競馬場 | 競走名            | 格    | 頭数 | オッズ （人気） | オッズ （人気） | 着順 | 騎手           | 斤量 | 距離（馬場）  | タイム （上り3F） | タイム 差 | 勝ち馬/（2着馬）       |
| ---------- | ------ | ----------------- | ----- | ---- | --------------- | --------------- | ---- | -------------- | ---- | ------------- | ----------------- | --------- | ---------------------- |
| 2011.02.12 | 京都   | 3歳新馬           |       | 11   | 001.3           | 0（1人）        | 01着 | U.リスポリ     | 56   | 芝1800m（良） | 1:51.5 (35.3)     | -0.0      | （マルカプレジオ）     |
| 0000.03.06 | 阪神   | アルメリア賞      | 500万 | 08   | 001.9           | 0（1人）        | 01着 | U.リスポリ     | 56   | 芝1800m（良） | 1:49.2 (33.3)     | -0.2      | （ステラロッサ）       |
| 0000.03.27 | 阪神   | 毎日杯            | GIII  | 18   | 002.0           | 0（1人）        | 03着 | U.リスポリ     | 56   | 芝1800m（良） | 1:47.3 (34.3)     | -0.2      | レッドデイヴィス       |
| 0000.04.30 | 東京   | 青葉賞            | GII   | 18   | 002.5           | 0（1人）        | 03着 | C.ウィリアムズ | 56   | 芝2400m（良） | 2:29.0 (33.9)     | -0.2      | ウインバリアシオン     |
| 0000.05.07 | 東京   | プリンシパルS     | OP    | 18   | 002.5           | 0（1人）        | 01着 | C.ウィリアムズ | 56   | 芝2000m（稍） | 2:01.0 (33.9)     | -0.0      | （ムーンリットレイク） |
| 0000.05.29 | 東京   | 東京優駿          | GI    | 18   | 013.5           | 0（5人）        | 09着 | C.ウィリアムズ | 57   | 芝2400m（不） | 2:33.0 (37.7)     | -2.5      | オルフェーヴル         |
| 0000.10.15 | 東京   | アイルランドT     | OP    | 11   | 001.5           | 0（1人）        | 01着 | N.ピンナ       | 53   | 芝2000m（稍） | 2:00.6 (34.2)     | -0.2      | （カワキタコマンド）   |
| 2012.01.22 | 中山   | AJCC              | GII   | 11   | 008.0           | 0（3人）        | 05着 | C.ルメール     | 55   | 芝2200m（不） | 2:18.5 (37.5)     | -1.2      | ルーラーシップ         |
| 0000.02.19 | 京都   | 洛陽S             | OP    | 16   | 001.7           | 0（1人）        | 01着 | T.クウィリー   | 56   | 芝1600m（良） | 1:34.1 (34.3)     | -0.0      | （トウショウフリーク） |
| 0000.04.22 | 京都   | マイラーズC       | GII   | 18   | 006.4           | 0（2人）        | 08着 | N.ピンナ       | 56   | 芝1600m（稍） | 1:33.9 (35.6)     | -0.7      | シルポート             |
| 0000.06.10 | 東京   | エプソムC         | GIII  | 18   | 003.7           | 0（1人）        | 01着 | C.ウィリアムズ | 56   | 芝1800m（良） | 1:46.7 (35.2)     | -0.0      | （ダノンシャーク）     |
| 0000.10.07 | 東京   | 毎日王冠          | GII   | 16   | 006.2           | 0（3人）        | 11着 | N.ピンナ       | 56   | 芝1800m（良） | 1:45.8 (34.4)     | -0.8      | カレンブラックヒル     |
| 0000.11.25 | 東京   | キャピタルS       | OP    | 18   | 002.6           | 0（1人）        | 03着 | C.スミヨン     | 57   | 芝1600m（良） | 1:32.3 (33.9)     | -0.2      | ヤマニンウイスカー     |
| 2013.01.05 | 京都   | 京都金杯          | GIII  | 16   | 009.3           | 0（4人）        | 07着 | W.ビュイック   | 57.5 | 芝1600m（良） | 1:34.3 (34.9)     | -0.8      | ダノンシャーク         |
| 0000.02.24 | 中山   | 中山記念          | GII   | 15   | 007.5           | 0（5人）        | 05着 | W.ビュイック   | 56   | 芝1800m（良） | 1:47.6 (35.3)     | -0.3      | ナカヤマナイト         |
| 0000.03.24 | 阪神   | 六甲S             | OP    | 18   | 002.9           | 0（1人）        | 06着 | A.シュタルケ   | 57   | 芝1600m（良） | 1:34.2 (33.8)     | -0.2      | シャイニーホーク       |
| 2014.01.05 | 京都   | 京都金杯          | GIII  | 16   | 009.4           | 0（4人）        | 08着 | 武豊           | 57.5 | 芝1600m（良） | 1:32.9 (34.1)     | -0.4      | エキストラエンド       |
| 0000.10.05 | 阪神   | ポートアイランドS | OP    | 13   | 008.4           | 0（5人）        | 07着 | 藤岡康太       | 58   | 芝1600m（良） | 1:34.2 (33.5)     | -0.3      | オリービン             |
| 0000.10.25 | 東京   | 富士S             | GIII  | 16   | 025.8           | （11人）        | 14着 | P.ブドー       | 56   | 芝1600m（良） | 1:34.1 (34.2)     | -0.9      | ステファノス           |
| 0000.11.30 | 東京   | キャピタルS       | OP    | 16   | 026.9           | （10人）        | 11着 | P.ブドー       | 56   | 芝1600m（良） | 1:34.3 (35.2)     | -0.7      | シェルビー             |
| 2015.02.22 | 京都   | 洛陽S             | OP    | 16   | 013.7           | 0（9人）        | 03着 | A.シュタルケ   | 58   | 芝1600m（良） | 1:33.8 (34.2)     | -0.2      | レッドアリオン         |
| 0000.07.26 | 中京   | 中京記念          | GIII  | 16   | 012.0           | 0（5人）        | 12着 | Z.パートン     | 57   | 芝1600m（良） | 1:34.3（35.7）    | -0.9      | スマートオリオン       |
| 0000.11.21 | 京都   | アンドロメダS     | OP    | 11   | 010.7           | 0（4人）        | 01着 | H.ボウマン     | 57   | 芝2000m（良） | 2:00.6（33.8）    | -0.0      | (トラストワン)         |
| 0000.12.20 | 中山   | ディセンバーS     | OP    | 10   | 005.2           | 0（3人）        | 01着 | H.ボウマン     | 59   | 芝2000m（良） | 1:59.1（34.1）    | -0.0      | (スーパームーン)       |
| 0000.12.27 | 中山   | 有馬記念          | GI    | 16   | 086.7           | （14人）        | 06着 | H.ボウマン     | 57   | 芝2500m（良） | 2:33.3（34.4）    | -0.3      | ゴールドアクター       |
| 2016.02.14 | 京都   | 京都記念          | GII   | 15   | 016.8           | 0（8人）        | 09着 | S.フォーリー   | 56   | 芝2200m（重） | 2:19.5（38.1）    | -1.8      | サトノクラウン         |
| 0000.05.01 | 京都   | 天皇賞（春）      | GI    | 18   | 133.8           | （14人）        | 18着 | 武幸四郎       | 57   | 芝3200m（良） | 3:19.4（38.5）    | -4.1      | キタサンブラック       |
| 0000.07.17 | 函館   | 函館記念          | GIII  | 16   | 013.5           | 0（6人）        | 10着 | D.ホワイト     | 57.5 | 芝2000m（稍） | 2:00.1（36.0）    | -1.1      | マイネルミラノ         |
| 0000.08.21 | 札幌   | 札幌記念          | GII   | 16   | 086.2           | （13人）        | 14着 | D.ホワイト     | 57   | 芝2000m（稍） | 2:04.4（38.9）    | -2.7      | ネオリアリズム         |
| 2017.02.18 | 東京   | ダイヤモンドS     | GIII  | 15   | 118.8           | （11人）        | 09着 | S.フォーリー   | 57   | 芝3400m（良） | 3:36.1（34.6）    | -0.9      | アルバート             |
| 0000.03.25 | 中山   | 日経賞            | GII   | 16   | 502.8           | （15人）        | 14着 | 石川裕紀人     | 56   | 芝2500m（良） | 2:35.8（37.7）    | -3.0      | シャケトラ             |
| 0000.05.07 | 新潟   | 新潟大賞典        | GIII  | 16   | 109.5           | （15人）        | 08着 | 秋山真一郎     | 57   | 芝2000m（稍） | 1:59.3（35.2）    | -0.7      | サンデーウィザード     |
| 0000.06.11 | 東京   | エプソムC         | GIII  | 18   | 211.8           | （16人）        | 17着 | 石川裕紀人     | 57   | 芝1800m（良） | 1:47.5（35.5）    | -1.6      | ダッシングブレイズ     |

## 血統表
| トーセンレーヴの血統            | トーセンレーヴの血統                                  | トーセンレーヴの血統                                 | （血統表の出典）                                     | （血統表の出典） |
| 父系                            | サンデーサイレンス系                                  | サンデーサイレンス系                                 | サンデーサイレンス系                                 | [ § 2 ]          |
| 父 ディープインパクト 2002 鹿毛 | 父の父* サンデーサイレンス Sunday Silence 1986 青鹿毛 | Halo                                                 | Hail to Reason                                       | Hail to Reason   |
| 父 ディープインパクト 2002 鹿毛 | 父の父* サンデーサイレンス Sunday Silence 1986 青鹿毛 | Halo                                                 | Cosmah                                               |                  |
| 父 ディープインパクト 2002 鹿毛 | 父の父* サンデーサイレンス Sunday Silence 1986 青鹿毛 | Wishing Well                                         | Understanding                                        | Understanding    |
| 父 ディープインパクト 2002 鹿毛 | 父の父* サンデーサイレンス Sunday Silence 1986 青鹿毛 | Wishing Well                                         | Mountain Flower                                      |                  |
| 父 ディープインパクト 2002 鹿毛 | 父の母ウインドインハーヘア 1991 鹿毛                  | Alzao                                                | Lyphard                                              | Lyphard          |
| 父 ディープインパクト 2002 鹿毛 | 父の母ウインドインハーヘア 1991 鹿毛                  | Alzao                                                | Lady Rebecca                                         |                  |
| 父 ディープインパクト 2002 鹿毛 | 父の母ウインドインハーヘア 1991 鹿毛                  | Burghclere                                           | Busted                                               | Busted           |
| 父 ディープインパクト 2002 鹿毛 | 父の母ウインドインハーヘア 1991 鹿毛                  | Burghclere                                           | Highclere                                            |                  |
| 母 ビワハイジ 1993 青鹿毛       | 母の父Caerleon 1980 鹿毛                              | Nijinsky II                                          | Northern Dancer                                      | Northern Dancer  |
| 母 ビワハイジ 1993 青鹿毛       | 母の父Caerleon 1980 鹿毛                              | Nijinsky II                                          | Flaming Page                                         |                  |
| 母 ビワハイジ 1993 青鹿毛       | 母の父Caerleon 1980 鹿毛                              | Foreseer                                             | Round Table                                          | Round Table      |
| 母 ビワハイジ 1993 青鹿毛       | 母の父Caerleon 1980 鹿毛                              | Foreseer                                             | Regal Gleam                                          |                  |
| 母 ビワハイジ 1993 青鹿毛       | 母の母*アグサン Aghsan 1985 青毛                      | Lord Gayle                                           | Sir Gaylord                                          | Sir Gaylord      |
| 母 ビワハイジ 1993 青鹿毛       | 母の母*アグサン Aghsan 1985 青毛                      | Lord Gayle                                           | Sticky Case                                          |                  |
| 母 ビワハイジ 1993 青鹿毛       | 母の母*アグサン Aghsan 1985 青毛                      | Santa Luciana                                        | Luciano                                              | Luciano          |
| 母 ビワハイジ 1993 青鹿毛       | 母の母*アグサン Aghsan 1985 青毛                      | Santa Luciana                                        | Suleika                                              |                  |
| 母系(F-No.)                     | (FN:16-c)                                             | (FN:16-c)                                            | (FN:16-c)                                            | [ § 3 ]          |
| 5代内の近親交配                 | Hail to Reason 4×5、Northern Dancer 5×4、Turn-to 5×5  | Hail to Reason 4×5、Northern Dancer 5×4、Turn-to 5×5 | Hail to Reason 4×5、Northern Dancer 5×4、Turn-to 5×5 | [ § 4 ]          |
| 出典                            | 1. 2. 3. 4.                                           | 1. 2. 3. 4.                                          | 1. 2. 3. 4.                                          | 1. 2. 3. 4.      |

- 母・ビワハイジは阪神3歳牝馬ステークス優勝など重賞3勝。半兄にアドマイヤジャパン、アドマイヤオーラ、半姉にブエナビスタ、全妹にジョワドヴィーヴル、半妹にサングレアルがいる。
- 甥（サングレアル産駒）にメルキオルがいる。
- 半姉アーデルハイト（父アグネスタキオン）の孫に桜花賞を勝ったエンブロイダリーがいる。
- 3代母Santa Lucianaの孫にマンハッタンカフェ、エアスマップ、曾孫にアプリコットフィズ、クレスコグランドがいる。